# Хассе, Карл
Иоганн Карл Франц Хассе (нем. Johann Karl Franz Hasse; 1841—1922) — немецкий и польский медик, анатом и педагог; доктор медицины.

## Биография
Карл Хассе родился 17 октября 1841 года в городе Тённинге. С 1861 по 1863 год изучал медицину в Гёттингенском университете, затем перешел в Университет Киля, где был назначен прозектором и получил степень доктора медицины в 1866 году. 
В 1869 году Хассе перешел в Вюрцбургский университет в качестве прозектора. 
В 1870 году в качестве военного врача Иоганн Карл Франц Хассе принимал участие в франко-прусской войне.
В 1873 году он занял кафедру анатомии в Университете Бреславля. 
Иоганн Карл Франц Хассе умер 30 июня 1922 года в Мыслаковице.
Из многочисленных работ Карла Хассе, касающихся как сравнительной анатомии, анатомии человека и палеонтологии, так и истории искусства, наиболее известны следующие: «Anato mische Studien» (I т., Лейпциг, 1873); «Die vergleichende Morphologie und Histologie des häutigen Gehörorgans des Wirbelthiere» (Лейпциг, 1873); «Anatomische und palaentologische Ergebnisse» (Лейпциг, 1878); «Das natürliche System der Elasmobranchier» (Иена, 1879—1883); «Beiträge zur allgemeinen Stammesgeschichte der Wirbelthiere» (Йена, 1883); «Die Formen des menschlichen Körpers und die Formänderungen bei der Athmung» (с атласом, Йена, 1888—1890); «Handatlas d. Hirn- und Rückenmarksnerven» (Висбаден, 1900). 
Кроме того, под заглавием «Kunststudien», Карл Хассе издал пять книг, посвященных критико-эстетическому разбору разных художественных произведений (1882—1894).